# 922
Cette page concerne l'année 922  du calendrier julien. Pour l'année 922 av. J.-C., voir 922 av. J.-C.
L'année 922 est une année commune qui commence un mardi.

## Événements
- 4 février : Rodolphe II est couronné roi d’Italie à Pavie en compétition avec Bérenger Ier de Frioul[1].
- 12 mai : arrivée de l'ambassade d'Ibn Fadlân chez les Bulgares de la Volga[2] dirigés par Almis.
- Printemps[3] : le roi Charles III le Simple est destitué. Il avait voulu donner à son conseiller Haganon l’abbaye de Chelles dont l’abbesse était Rothilde, issue de la famille carolingienne. Son gendre, Hugues, fils de Robert, duc des Francs, prend la tête d’un important mouvement de révolte[4]. Les aristocrates du nord abandonnent Charles, qui battu à Laon se réfugie en Lorraine[5].
- 30 juin : le comte Robert Ier, frère d'Eudes, élu le 29 juin par les grands vassaux laïques et ecclésiastiques, est sacré roi de Francie Occidentale par l’archevêque de Sens Gautier à Reims (fin de règne en 923)[3]. Il remplace son prédécesseur carolingien. Son petit-fils Hugues Capet, à l'origine des Capétiens, devient roi des Francs en 987. Après son couronnement Robert envoie son fils Hugues en Lorraine lever le siège du château de Chèvremont entrepris par Charles le Simple[5].
- Été : Siméon de Bulgarie menace à nouveau Constantinople ; il doit battre en retraite à l'automne[6].

- Raid hongrois en Campanie[6].
- Révolte du Péloponnèse contre Byzance. Il s’ouvre à l’invasion bulgare[7].
- Les Vikings norvégiens fondent Limerick en Irlande[8].
- Saadia Gaon est nommé directeur de l’académie rabbinique de Poumbedita puis de Soura en 928. Il s'oppose à Aaron ben Meïr lors d'une controverse sur le calendrier[9].